# Pedroniopsis beesoni
Pedroniopsis beesoni är en insektsart som beskrevs av Green 1926. Pedroniopsis beesoni ingår i släktet Pedroniopsis och familjen filtsköldlöss. Inga underarter finns listade i Catalogue of Life.